# .tf
.tf je vrhovna internetska domena (country code top-level domain - ccTLD) za Francuske južne i antarktičke teritorije. Domenom upravlja AFNIC.

## Vanjske poveznice
- IANA .tf whois informacija  Arhivirana inačica izvorne stranice od 29. lipnja 2006. (Wayback Machine)